# Columbia City (Indiana)
Columbia City város az USA Indiana államában. Lakosainak száma 9892 fő (2020. április 1.).

## Népesség
A település népességének változása:

| 2010 | 8 750 |
| 2020 | 9 892 |